# 鈴木昌司
鈴木 昌司（すずき しょうじ、1841年11月1日（天保12年9月18日）- 1895年（明治28年）4月30日）は、明治期の政治家。衆議院議員、新潟県会議長。幼名・保逸郎（ほいちろう）、号・竹外。

## 経歴
越後国頸城郡、のちの新潟県中頸城郡代石村（大出口村、吉川村代石、吉川町代石を経て現上越市吉川区代石）で、庄屋・鈴木三郎右衛門の長男として生まれる。同村の高島道隆に師事し漢学を修めた。
父の死去により家督を相続し戸長、副大区長を務めた。地租改正反対運動に加わった。1877年（明治10年）八木原繁祉らと高田町（現上越市）士族らを中心に新潟県初の民権結社・明十社を結成した。1879年（明治12年）府県会規則による新潟県会が開設され、初の県会議員に当選。国会開設運動に尽力。頸城自由党の結成に参画。1883年（明治16年）高田事件に連座し5カ月間、高田監獄に収監された。
1887年（明治20年）井上馨外務大臣の条約改正案への反対運動に加わり、同年12月26日保安条例により570余名の一人として皇居外以外に追放され、横浜に潜伏して活動を続けた。1888年（明治21年）県会議長に就任。大隈重信外相の条約改正案への反対運動にも加わった。
1890年（明治23年）7月、第1回衆議院議員総選挙（新潟県第8区）で初当選し、次の第2回総選挙でも再選され、衆議院議員に連続2期在任した。
長年の政治活動で私財を全て消費し、1895年4月、東京で死去した。

## 国政選挙歴
- 第1回衆議院議員総選挙（新潟県第8区、1890年7月、自由倶楽部）当選[6]
- 第2回衆議院議員総選挙（新潟県第8区、1892年2月、弥生倶楽部）当選[6]
- 第3回衆議院議員総選挙（新潟県第8区、1894年3月、自由党）次点落選[6]
- 第4回衆議院議員総選挙（新潟県第8区、1894年9月、自由党）次点落選[7]

## 親族
- 長男 鈴木義隆（衆議院議員）[2]